# Збірна Румунії з баскетболу
Збірна Румунії з баскетболу — національна баскетбольна команда, яка представляє Румунію на міжнародній баскетбольній арені.

## Історія
Румуни вперше брали участь у чемпіонаті Європи ще в далекому 1935. Румуни зіграли три зустрічі, які всі програли швейцарцям 9–42, французам 23–66 і угорцям 17–24.
Вдруге вони виступали на чемпіонаті в 1947. На попередньому етапі в групі А вони виграли один матч, а два інших програли. На другому етапі переграли австрійців та албанців і в матчі за 9-е місце поступились італійцям 39 – 55.
У 1951 румуни потрапили на фінальній турнір в Парижі, але не прибули на змагання через що їм записали поразки в трьох матчах по 0-2.
На Олімпійських іграх 1952 румуни посіли місця з 17-го по 23-є, вони фінішували останніми в своїй попередній групі «С».
Загалом станом на 2025 рік, румуни брали участь в чемпіонатах Європи 18 разів, найвище досягнення п'яте місце в 1957 та 1967 роках.

## Статистика виступів

### Євробаскет
| Євробаскет | Євробаскет              | Євробаскет              | Євробаскет              | Євробаскет              |
| Рік        | Позиція                 | І                       | В                       | П                       |
| ---------- | ----------------------- | ----------------------- | ----------------------- | ----------------------- |
| 1935       | 10-е місце              | 3                       | 0                       | 3                       |
| 1937–1946  | Не пройшли кваліфікацію | Не пройшли кваліфікацію | Не пройшли кваліфікацію | Не пройшли кваліфікацію |
| 1947       | 10-е місце              | 6                       | 3                       | 3                       |
| 1949       | Не пройшли кваліфікацію | Не пройшли кваліфікацію | Не пройшли кваліфікацію | Не пройшли кваліфікацію |
| 1951       | 18-е місце              | 3                       | 0                       | 3                       |
| 1953       | Не пройшли кваліфікацію | Не пройшли кваліфікацію | Не пройшли кваліфікацію | Не пройшли кваліфікацію |
| 1955       | 7-е місце               | 11                      | 5                       | 6                       |
| 1957       | 5-е місце               | 10                      | 5                       | 5                       |
| 1959       | 8-е місце               | 8                       | 2                       | 6                       |
| 1961       | 7-е місце               | 8                       | 6                       | 2                       |
| 1963       | 11-е місце              | 9                       | 4                       | 5                       |
| 1965       | 13-е місце              | 9                       | 4                       | 5                       |
| 1967       | 5-е місце               | 9                       | 6                       | 3                       |
| 1969       | 9-е місце               | 7                       | 4                       | 3                       |
| 1971       | 8-е місце               | 7                       | 3                       | 4                       |
| 1973       | 9-е місце               | 7                       | 3                       | 4                       |
| 1975       | 11-е місце              | 7                       | 2                       | 5                       |
| 1977–1983  | Не пройшли кваліфікацію | Не пройшли кваліфікацію | Не пройшли кваліфікацію | Не пройшли кваліфікацію |
| 1985       | 10-е місце              | 7                       | 2                       | 5                       |
| 1987       | 12-е місце              | 7                       | 0                       | 7                       |
| 1989–2015  | Не пройшли кваліфікацію | Не пройшли кваліфікацію | Не пройшли кваліфікацію | Не пройшли кваліфікацію |
| 2017       | 23-е місце              | 5                       | 0                       | 5                       |
| 2022       | Не пройшли кваліфікацію | Не пройшли кваліфікацію | Не пройшли кваліфікацію | Не пройшли кваліфікацію |
| Разом      | Разом                   | 132                     | 54                      | 78                      |

- — країна-господар фінального турніру

### Олімпійські ігри
| Рік       | Позиція                 | І                       | В                       | П                       |
| --------- | ----------------------- | ----------------------- | ----------------------- | ----------------------- |
| 1936–1948 | Не пройшли кваліфікацію | Не пройшли кваліфікацію | Не пройшли кваліфікацію | Не пройшли кваліфікацію |
| 1952      | 17-е місце              | 2                       | 0                       | 2                       |
| 1956–2020 | Не пройшли кваліфікацію | Не пройшли кваліфікацію | Не пройшли кваліфікацію | Не пройшли кваліфікацію |
| Разом     | Разом                   | 2                       | 0                       | 2                       |